# 한덕수평양경공업대학
한덕수평양경공업대학(韓德銖平壤輕工業大學)은 평양직할시 선교구역에 위치한 조선민주주의인민공화국의 대학이다. 경공업부문의 과학자, 전문가를 양성하는 고등교육기관을 목표로 1959년 9월에 김책공업종합대학 섬유공학부와 함흥화학공업대학 식료공학부를 통합하여 발족되었다.
1995년 4월 한덕수경공업대학으로, 1996년 1월 한덕수평양경공업대학으로 개칭되었다. 식료공학부, 방직공학부, 일용화학공학부, 종이학부, 기계공학부 등의 학부 및 학과로 구성되어 있으며, "주체의 혁명적 세계관을 갖추고, 기초과학 지식과 해당 공학 분야의 폭넓은 전공 지식을 소유하고 과학이론적 자질과 실천 능력을 가진 공학 기사를 양성하는 것"을 교육 목표로 한다.